# Hồ Tây (Đắk Mil)
Hồ Tây là một hồ nước bán nhân tạo ở huyện Hồ được hình thành vào năm 1940 do thực dân Pháp quy hoạch để phục vụ cho dự án trồng cà phê tại Việt Nam. Hồ nằm trên địa phận thị trấn Đắk Mil, huyện Đắk Mil, tỉnh Đắk Nông.

## Vị trí
Hồ Tây thuộc địa bàn hành chính thị trấn Đắk Mil, huyện Đắk Mil, tỉnh Đắk Nông, dọc theo Quốc lộ 14 về phía Nam cách thành phố Gia Nghĩa khoảng 65 km, cách Thành phố Hồ Chí Minh khoảng 310 km; về phía Bắc cách thành phố Buôn Ma Thuột 60 km.
Phía đông của hồ là khu vực trung tâm của thị trấn Đăk Mil, phía nam và tây nam hồ là rừng cà phê, ca cao, trong lòng hồ có một bán đảo rộng 120 ha.
Hiện nay hồ Tây có chu vi hơn 10 km, diện tích mặt thoáng chừng 108 ha với điểm sâu nhất từ 15 – 17 m.

## Lịch sử

### Tên gọi
Hồ do người Pháp xây dựng (người phương Tây) nên tên “Hồ Tây” (hồ của người phương Tây) đã được nhiều người địa phương sử dụng và dần trở thành tên gọi chính thức của hồ.
Ngoài tên gọi Hồ Tây, hồ còn được gọi là hồ Đăk Mil theo tiếng Ê Đê và hồ Đức Minh theo cách gọi bằng tiếng Việt.
Nguyên từ những năm 40 của thế kỷ trước, những người Pháp khi đến vùng đất này triển khai dự án trồng cà-phê, đã tận dụng thế đất tự nhiên lập nên hồ với diện tích chừng 40ha, mục đích là trữ nước tưới tiêu cho các đồn điền cà-phê. Đến năm 1982, huyện Đắk Mil đã đầu tư nâng cấp, mở rộng mặt hồ nhằm cung cấp nguồn nước tưới tiêu cho huyện Đăk Mil, đồng thời cũng làm nơi dung chứa lượng nước từ các dốc cao đổ xuống với khối lượng lớn khi mùa mưa về.
Ngày nay, hồ Tây được huyện Đắk Mil quan tâm đầu tư công viên, đài phun nước quanh bờ, hồ cũng được kè đá, xây dựng đường dạo bộ, trồng cây bóng mát bao quanh, xung quanh hồ là những nhà hàng, những quán cà phê, những ngôi biệt thự vườn theo phong cách kiến trúc Pháp.

## Đặc điểm

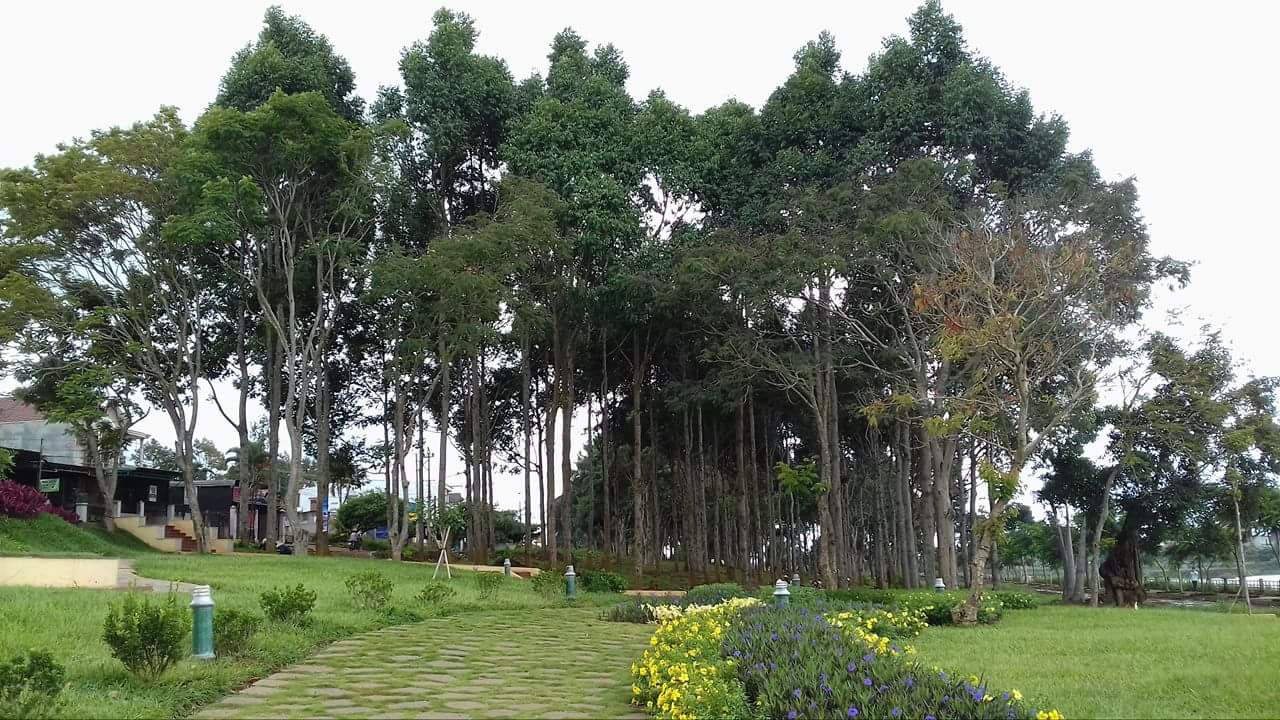

Hồ Tây là một công trình thủy lợi nhằm cung cấp nước cho việc tưới tiêu của một diện tích cà phê rất lớn ở khu vực này.
Do hồ nằm sát thị trấn Đắk Mil sầm uất và ngay cạnh Quốc lộ 14, hồ có phong cảnh rất đẹp nên đã được quy hoạch thành một khu công viên của thị trấn với chu vi 10 km. Hồ Tây được xem là một trong những hồ đẹp nhất Tây Nguyên. Các loài thủy sinh vật của hồ vô cùng phong phú, theo như kết quả công bố của các nhà nghiên cứu thì có tới 500 loài. Theo chủ trương quy hoạch đang từng bức đưa hồ tây vào lòng trung tâm của thị trấn và phấn đấu lên thị xã vào năm 2013.

## Du lịch

### Phương tiện đi lại
Có hai cách để các bạn tới Đắk Mil:
- Cách thứ nhất là đi bằng xe khách, thời gian di chuyển cho quãng đường 300 km từ TP HCM chừng 7 giờ kể cả thời gian nghỉ. Giá vé khoảng 180.000 – 220.000 đồng/mỗi khách, tùy hãng xe.
- Cách thứ hai là đi bằng xe máy. Đây cũng là cách để các bạn có thể chiêm ngưỡng được cảnh đẹp trên đường đi. Hiện nay quốc lộ 14 đã làm xong, việc đi lại dễ dàng thuận tiện hơn. Từ Thành phố Hồ Chí Minh, bạn theo quốc lộ 13 qua địa phận Bình Dương, tới ngã tư Sở Sao ngay khu du lịch Đại Nam thì rẽ phải, đi theo đường Nguyễn Văn Thành tới thành phố Đồng Xoài. Từ Đồng Xoài, bạn theo tiếp quốc lộ 14 qua các địa danh như Bù Đăng, Đắk R'lấp, Gia Nghĩa sẽ tới được thị trấn Đắk Mil.

### Nghỉ dưỡng
Đắk Mil không phải là một điểm du lịch nổi tiếng, nên không có nhiều dịch vụ du lịch. Dọc con đường chính của thị trấn và xung quanh hồ Tây có một vài khách sạn, nhà nghỉ bình dân. Giá có thể dao động từ 150.000 – 300.000 đồng.

### Hoạt động giải trí
Đắk Mil không thích hợp cho những ai thích sự sôi động, náo nhiệt cần có nhiều chỗ vui chơi, giải trí. Đắk Mil thích hợp cho việc trải nghiệm và nghỉ ngơi. Khu vực hồ Tây là nơi tập trung nhiều người dân đến vui chơi nhất. Hồ rất rộng và đẹp, xung quanh có những quán cà phê với tầm nhìn ra hồ. Cà phê tại đây rất ngon, đậm đặc. Cách hồ khoảng chừng 1 km về hướng Tây, bạn có thể ghé thăm khu di tích lịch sử quốc gia – Nhà ngục Đăk Mil.
Con đường bên hông hồ Tây vào khu vực bệnh viện huyện rất đẹp, với những vườn cà phê hai bên đường. Bạn nào thích chụp hình có thể đến đây. Nếu chịu khó lang thang trong những con đường đất đỏ, làng của người dân bản địa, bạn sẽ có những bộ ảnh tuyệt đẹp về đời thường, phong cảnh.
Từ Đắk Mil lên Buôn Mê Thuột cũng gần, khoảng 60 km. Trên đường đi, các bạn nên ghé tham quan thác Dray Sap – Dray Nur. Tới Buôn Mê Thuột, bạn nhớ ghé buôn Ako Thôn của đồng bào Ê Đê, làng cà phê, bảo tàng dân tộc, chùa Khải Đoan.

## Văn hóa địa phương

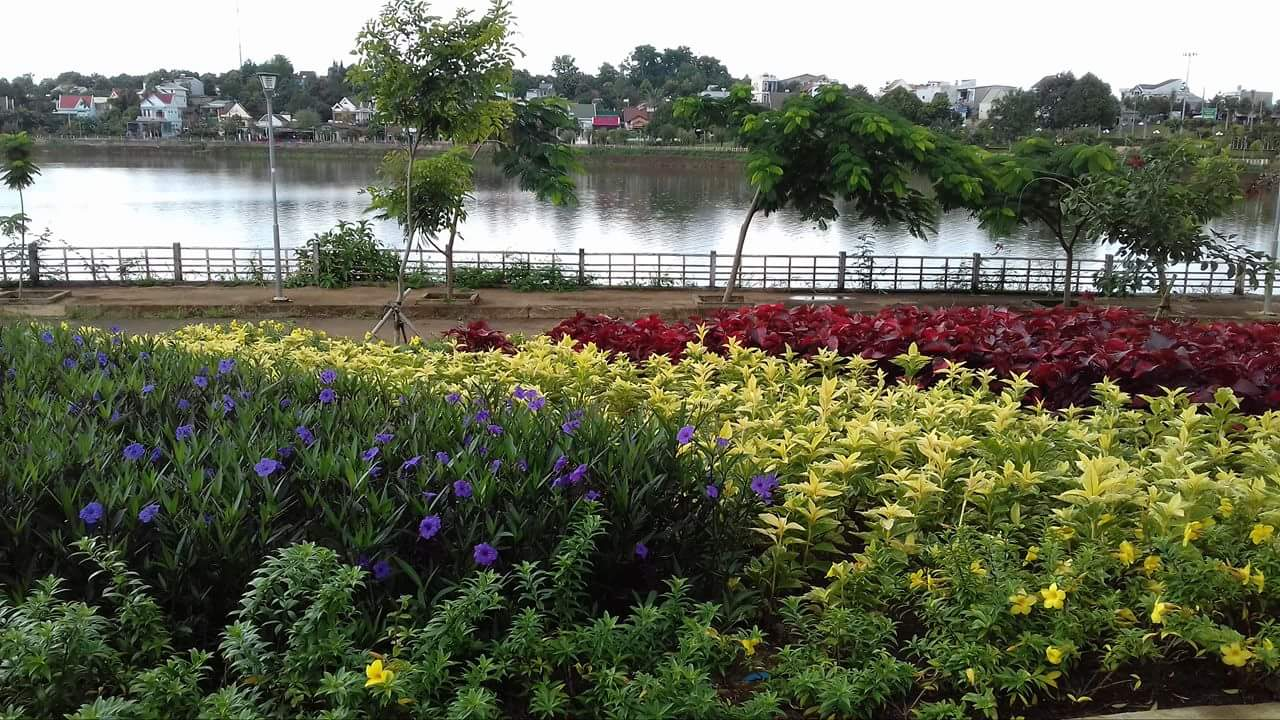
Một cảnh Hồ Tây

Vào buổi sáng sớm và buổi chiều mỗi ngày, nhiều người dân trên địa bàn thị trấn đã đến các điểm lắp đặt để tập thể dục với mục đích rèn luyện sức khỏe. Những dụng cụ thể dục đơn giản, dễ tập như tập lưng bụng, tập tay vai, tập toàn thân, đi bộ lắc tay... Từ đó đến nay, hoa viên đã thu hút đông đảo người dân tham gia tập luyện thể dục, rèn luyện sức khỏe. Mọi người ngoài việc tập luyện để có sức khỏe tốt, dẻo dai mà còn giúp cải thiện giao tiếp, giao lưu, chia sẻ và có thêm những người bạn tốt.
Vào các buổi chiều mát mẻ, các em nhỏ thường tới đây vui chơi, thả diều, đạp xe đạp đôi, thuê xích lô, trượt patin…. với giá thuê bình quân 20.000 - 25.000 đồng/30 phút Không chỉ thu hút trẻ em, các bậc phụ huynh cũng khá thích thú, hào hứng với dịch vụ này bởi đạp xích lô vừa rèn luyện sức khỏe vừa giúp trẻ nhỏ tập đi xe đạp. Đến tối, khu vực này mới thực sự đông đúc. Các hàng quán ăn uống, giải khát nhộn nhịp, tưng bừng.
Hàng năm cứ đến rằm tháng Giêng và rằm tháng Bảy, tại Hồ Tây Đắk Mil diễn ra lễ hội hoa đăng cầu Quốc thái Dân an. Mỗi năm càng đông hơn được Phật giáo huyện nhà với sự đồng thuận của các cấp chính quyền địa phương trọng thể tổ chức. Người dân kéo về địa điểm tổ chức lễ hội bên bờ Hồ Tây để thưởng thức một lễ hội văn hoá và góp phần cầu nguyện cho đất nước thái bình, nhân dân ấm no, dân tộc phú cường, gia đình hạnh phúc...
Lễ hội hoa đăng đã trở thành một nét đẹp tâm linh, nét đẹp văn hóa nhằm để cho mọi tầng lớp mọi tôn giáo nếu ai có lòng đều được tham gia cầu nguyện nơi núi rừng Tây Nguyên
"Rừng núi Tây Nguyên hương bạt ngàn
Hồ Tây soi bóng ánh từ quang
Hòa chung nhịp đập vui lễ hội
Cầu nguyện nước nhà được bình an."

Mỗi dịp xuân về, các chợ hoa phục vụ tết tràn ngập màu sắc với nhiều loại hoa phong phú như: Cúc pha lê, mai, đào, quất, ly, …Các loại hoa chủ yếu nhập từ Phú Yên được bày bán dọc các con đường ven hồ.

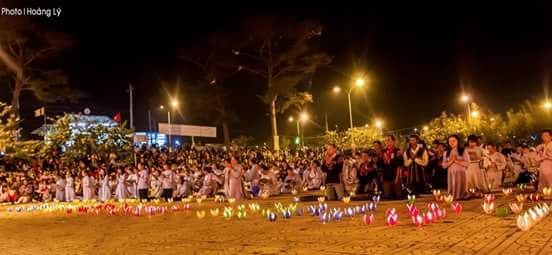
Hội thả đèn hoa đăng
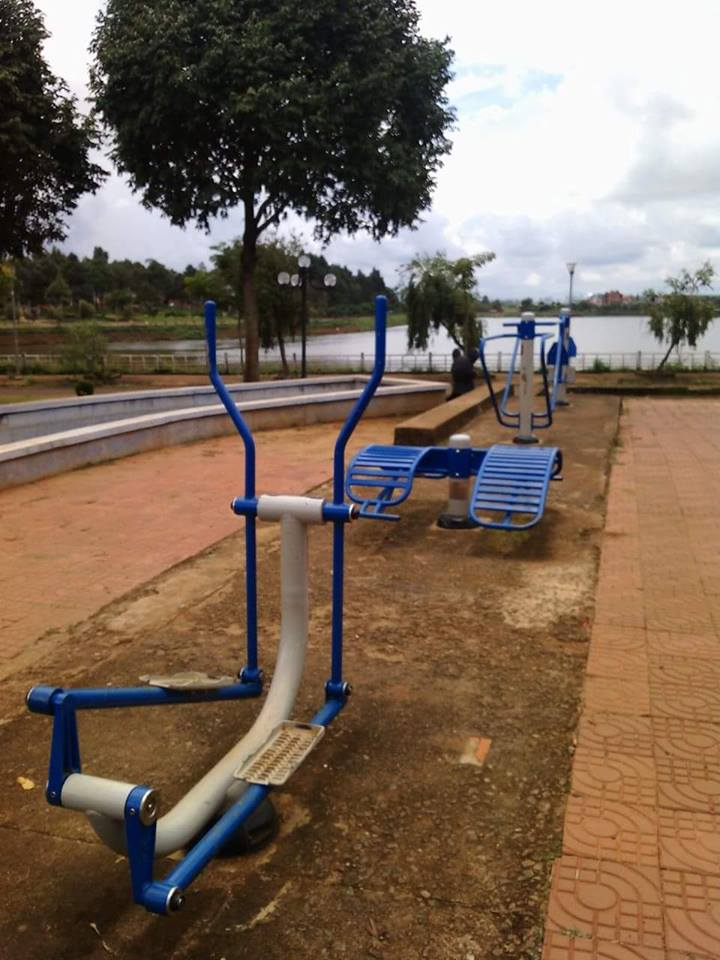
Dụng cụ thể dục
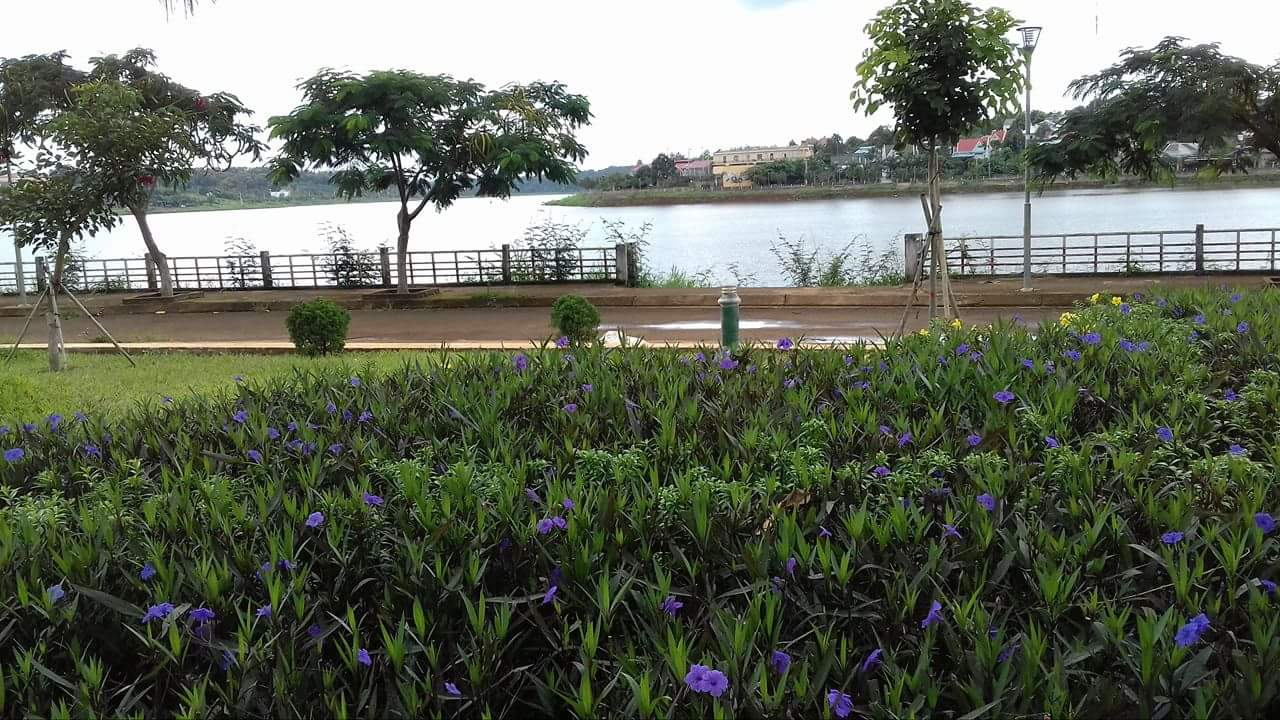
Hồ Tây buổi sáng

## Môi trường

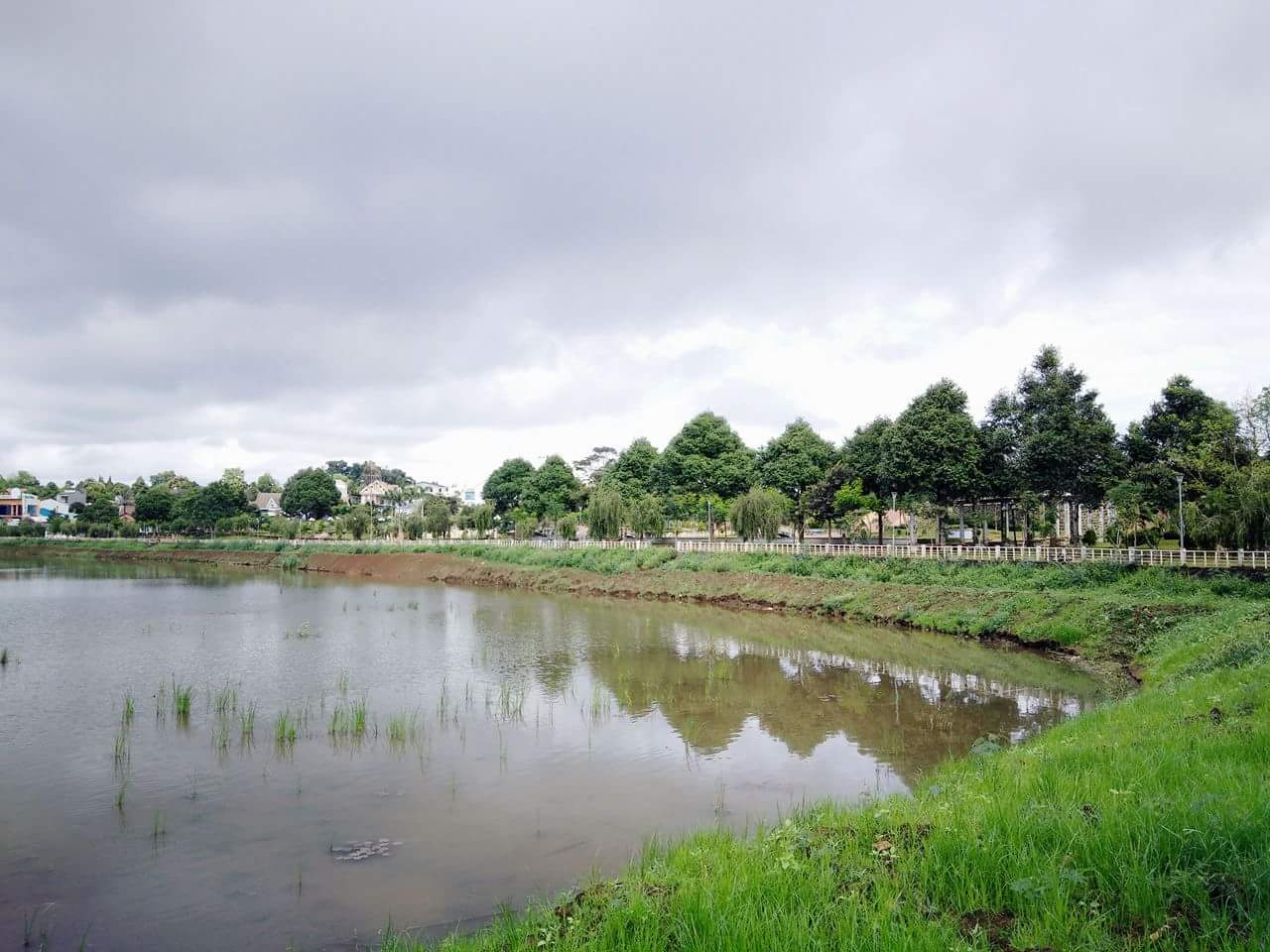
Hồ Tây mùa nước cạn

Nguồn nước ở đây dồi dào và chủ yếu từ nước ngầm và nước mưa lắng đọng lại.
Tuy nhiên, qua đợt hạn, khi lượng nước hồ Tây Đắk mil cạn dần đã lộ ra nhiều rác thải sinh hoạt do người dân vứt xuống lâu nay như chai lọ, bát nhang, bao bì, túi ni lông,... ứ đọng, vương vãi khắp nơi. Bên cạnh đó, hàng ngày, có rất nhiều người dân ra Hồ Tây ngắm cảnh, hóng mát mang theo thức ăn, nước uống,... sau khi sử dụng cũng “vô tư” vứt rác xuống lòng hồ.